# Nuzi-Ware

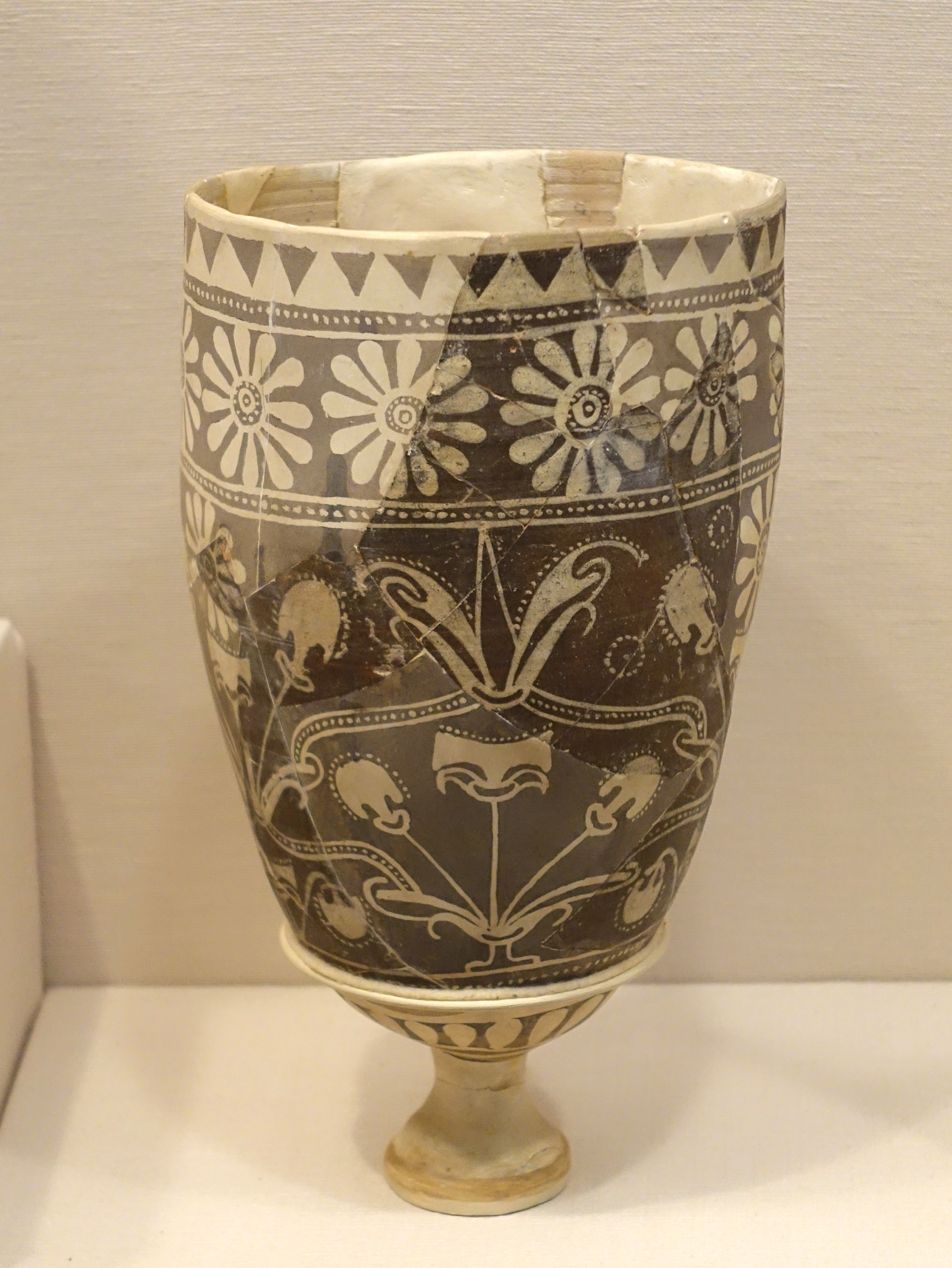
Gefäß aus Alalach

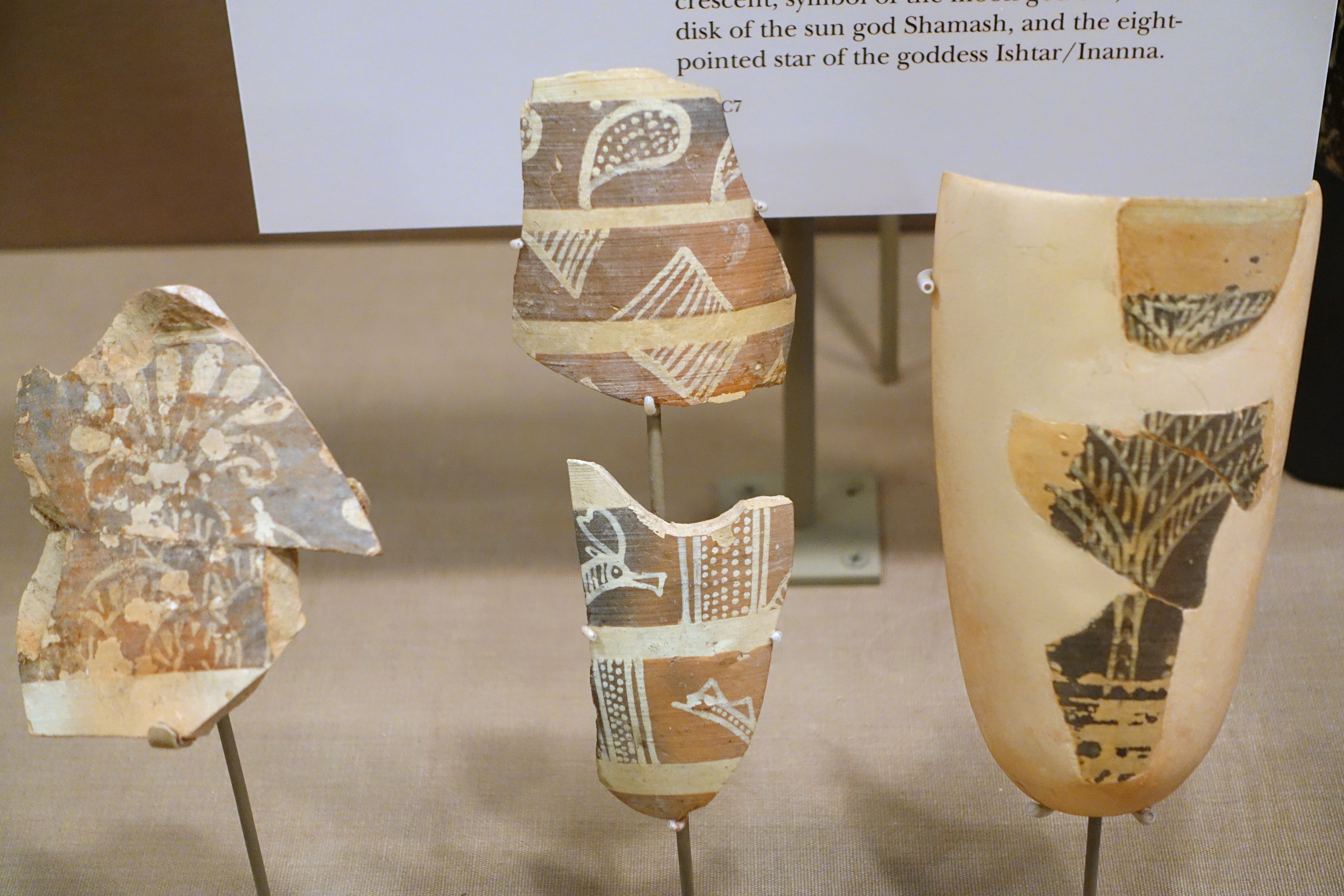
Beispiele für Nuzi-Ware

Nuzi-Ware ist die moderne Bezeichnung einer Keramikware, die vor allem im Mitannireich (15. und frühes 13. Jahrhundert v. Chr.) bezeugt ist und nach dem Fundort Nuzi benannt wird, wo diese Keramik zuerst entdeckt wurde. Es handelt sich um bemalte Luxusware, die meist auch in sozial gehobenem Kontext gefunden wurde. Exemplare dieser Keramik fanden sich im Westen im Orontes-Tal und im Osten bis Babylon; im Süden kamen Exemplare auch in Qatna zum Vorschein, einer Stadt, die außerhalb des Machtbereichs des Mitannireichs liegt und damit bezeugt, dass die Nuzi-Ware auch gehandelt wurde. Bronzezeitliche Keramik im Nahen Osten ist meist undekoriert. Die elegante Bemalung und die eleganten Gefäßformen der Nuzi-Ware erweckten deshalb schnell das besondere Interesse der Forschung.
Typisch sind weiße, gemalte Muster auf einem dunklen Hintergrund. Der Hintergrund kann dunkelbraun bis schwarz sein. Diverse Keramikformen sind bezeugt, doch sind hohe, schlanke Gefäße und Kelche besonders beliebt. Diese Gefäßformen haben eine lange Tradition in Syrien und Mesopotamien, was zu belegen scheint, dass diese Ware eine lokale Entwicklung im nördlichen Mesopotamien darstellt und nicht von außen eingeführt wurde, wie oftmals vermutet wurde. Die Bemalung kann auch auf mesopotamische Vorbilder zurückgeführt werden, während sich Vorbilder für Motive an verschiedenen Orten belegen lassen. Vor allem in Alalach (modern: Tell Atchana) kamen zahlreiche Beispiele dieser Keramik zutage, die mit floralen Motiven dekoriert sind. In der Forschung wurde deshalb für diese Ware der Begriff Atchana-Ware geprägt. In Nuzi sind dagegen eher geometrische Muster bezeugt. Weitere Forschungen haben jedoch gezeigt, dass die floralen Muster auch im Osten des Mitanni-Reiches belegt sind, obwohl sie in der Tat im Westen beliebter waren. Die floralen Motive sind vielleicht von der Minoischen Keramik beeinflusst.
Der Name Nuzi-Ware wurde 1948 von Max Mallowan vorgeschlagen. Davor wurde dieser Keramikstil als Hurritische Keramik bezeichnet. Da diese Bezeichnung ganz explizit die Keramik mit einer ethnischen Gruppe gleichsetzt, wurde ein etwas neutralerer Begriff bevorzugt.